# Mõisaküla (Kaarma)
Mōisaküla was een plaats in de Estlandse gemeente Kaarma, provincie Saaremaa. De plaats telde 59 inwoners (2011). In december 2014 ging de gemeente Kaarma op in de gemeente Lääne-Saare. Bij die gemeentelijke herindeling werd de plaats bij het dorp Tahula gevoegd.